# Long Walk Home
Long Walk Home è la decima canzone dell'album Magic, quindicesimo disco in studio di Bruce Springsteen.
Il testo parla di un ritorno a casa e della disillusione nel domani, di come l'America è cambiata negli ultimi anni, lontana ormai dai suoi ideali di libertà, civiltà e benessere. L'alienazione dettata dal cambiamento è l'elemento centrale del testo.
È stata pubblicata come singolo promozionale.